# Moses Kiptanui
Moses Kiptanui (* 1. října 1970, Marakwetská oblast, Keňa) je bývalý keňský atlet, jehož specializací byl běh na 3000 metrů překážek, tzv. steeplechase.
První úspěch zaznamenal na juniorském mistrovství světa 1990 v Plovdivu, kde získal zlatou medaili na trati 1500 metrů. Třikrát v řadě se stal mistrem světa ve steeplu. 19. srpna 1992 vytvořil časem 8:02,08 světový rekord. Jako první atlet v historii zaběhl tuto trať pod osm minut. 16. srpna 1995 v Curychu proběhl cílem v čase 7:59,18. V roce 1996 získal na letních olympijských hrách v Atlantě stříbrnou medaili v čase 8:08,33. Lepším v cíli byl pouze krajan Joseph Keter.
Jeho osobní rekord z roku 1997 má hodnotu 7:56,16. Dodnes se jeho výkon řadí na sedmé místo v dlouhodobých tabulkách.